# Potamogeton nodosus
Potamogeton nodosus é uma espécie de planta com flor pertencente à família Potamogetonaceae. 
A autoridade científica da espécie é Poir., tendo sido publicada em Encyclopédie Méthodique, Botanique...Supplément 4(2): 535. 1816.

## Portugal
Trata-se de uma espécie presente no território português, nomeadamente no Arquipélago da Madeira.
Em termos de naturalidade é possivelmente nativa na região atrás indicada.

## Protecção
Não se encontra protegida por legislação portuguesa ou da Comunidade Europeia.